# Papavnica
Papavnica (macedónul: Папавница) település Észak-Macedóniában, a Délkeleti körzetben, a Radovisi járásban.

## Népesség
| Lakosok száma | 158  | 168  | 129  | 79   | 28   | 3    |      |
|               | 1948 | 1953 | 1961 | 1971 | 1981 | 1991 | 2002 |

- 2002-ben lakatlan település, korábban macedónok lakták.